# Vicky Kriepsová
Vicky Kriepsová (napřech. Krieps, * 4. října 1983 Lucemburk) je lucemburská herečka. Jejím nejoceňovanějším výkonem je ztvárnění hlavní role císařovny Sisi v životopisném snímku Korzet (2022).

## Život
Její otec, Bob Krieps, je generálním ředitelem lucemburského ministerstva kultury a bývalým prezidentem Lucemburského filmového fondu. Její dědeček z otcovy strany, Robert Krieps, byl politik, člen lucemburského odboje za druhé světové války a lucemburský ministr spravedlnosti, národního vzdělávání a kultury v 70. a 80. letech 20. století. Herectví vystudovala na Curyšské umělecké univerzitě (Zürcher Hochschule der Künste ZHdK) a ve Švýcarsku sbírala i první herecké zkušenosti, v Schauspielhaus Zürich. Od 20. let 21. století žije v Berlíně, se svým partnerem, německým hercem Jonasem Lauxem. V dubnu 2021 byla součástí kontroverzní kampaně #allesdichtmachen („uzavřít všechno“), které se zúčastnilo 50 německy mluvících herců, kteří si dělali legraci z německých ochranných opatření proti covidu-19. Kampaň získala podporu zejména od členů krajní pravice a popíračů covidu.

## Kariéra
Za roli ve francouzském snímku Serre-moi fort (2021) byla nominována na Césara. Za roli v německém seriálu Das Boot získala Německou televizní cenu (Deutscher Fernsehpreis). Hlavní roli ztvárnila v britském snímku Nit z přízraků (2017), který byl nominován na šest Oscarů, v thrilleru M. Nighta Shyamalana Čas (2021) nebo ve francouzském dramatu Bergmanův ostrov (2021). Roku 2012 byla vyhlášena objevem roku na Lucemburských filmových cenách. Dosud nejvýznamnější roli získala ve filmu Korzet rakouské režisérky Marie Kreutzer, za kterou získala Evropskou filmovou cenu pro nejlepší herečku a cenu Un certain regard na festivalu v Cannes. V roce 2023 byl uveden film Až na konec světa (Dead Men Don't Hurt) Viggo Mortensena, ve kterém si zahrála jeho ženu.

## Filmografie
- 2009 – House of Boys
- 2011 – Kdo když ne my
- 2013 – Nez přijde zima
- 2015 – Kolonie
- 2017 – Nit přízraků
- 2018 – 3 dny v Quiberonu
- 2018 – Dívka v pavoučí síti
- 2021 – Bergmanův ostrov
- 2021 – Serre-moi fort
- 2021 – Čas
- 2022 – Korzet
- 2023 – Až na konec světa
- 2025 – Hot Milk
- 2025 – Father, Mother, Sister, Brother (připravovaný)